# Trirhabda attenuata
Trirhabda attenuata es una especie de insecto coleóptero de la familia Chrysomelidae.
Fue descrita científicamente en 1824 por Say.